# Ja'ad – Hnutí za lidská práva
Ja'ad – Hnutí za lidská práva (hebrejsky: יעד – תנועה לזכויות האזרח‎, Ja'ad – Tnu'a li-zchujot ha-ezrach) je bývalá izraelská politická strana.

## Okolnosti vzniku a ideologie strany
Strana byla založena 3. června 1975 v průběhu fungování osmého Knesetu zvoleného ve volbách roku 1973. Tři poslanci zvolení za stranu Rac (Šulamit Aloniová, Marcia Freedman, Bo'az Mo'av) se tehdy spojili s nezávislým poslancem Arje Eli'avem (původně zvoleným za formaci Ma'arach) a vytvořili stranu nazvanou Ja'ad – Hnutí za lidská práva. Strana ale zanikla po necelém roce existence, 27. ledna 1976, kdy poslanci Arje Eli'av a Marcia Freedman odešli do nově utvořené strany Si'a socjalistit acma'it (Nezávislá socialistická frakce). Dva zbylí poslanci, Šulamit Aloniová a Bo'az Mo'av pak obnovili poslanecký klub strany Rac.
Nesouvisí nijak se stranou Ja'ad, existující na přelomu 70. a 80. let 20. století.